# منتخب الجزائر للتنس
منتخب الجزائر للتنس، هو الفريق الذي يمثل الجزائر في كأس ديفيز (بالإنجليزية: Davis Cup) منذ 1977 وهي أكبر مسابقات لعبة كرة المضرب للرجال على مستوى المنتخبات العالمية، ويشرف على إدارة تلك المسابقة الاتحاد الدولي لكرة المضرب حيث يتم اتباع أسلوب خروج المهزوم بين المنتخبات المتنافسة.

## تاريخ
خلال نسخة 2016 أنهت النخبة الوطنية الجزائرية مشوارها في المرتبة السابعة بعد فوزها في لقاء ترتيبي على المنتخب الكاميروني (2-0).